# Zdobycie Jerozolimy (63 p.n.e.)
Zdobycie Jerozolimy – starcie zbrojne, które miało miejsce w roku 63 p.n.e.
Około roku 63 p.n.e., po śmierci Aleksandry Salome, w Jerozolimie doszło do konfliktu wewnętrznego pomiędzy jej synami Hirkanem II a Arystobulem II. Po początkowych niepowodzeniach Hirkan zwrócił się o pomoc do Arabów, z którymi obległ Arystobula w Jerozolimie. Jednocześnie obaj zwaśnieni przywódcy żydowscy poprosili o pomoc rzymskiego wodza Pompejusza, który po pokonaniu króla Armenii Tigranesa, stanął u granic Judei, zajmując Syrię. Po pewnym czasie Arystobul opowiedział się przeciwko Pompejuszowi, co stało się przyczyną marszu Rzymian pod wodzą Marka Skaurusa na Jerozolimę. Przywódca żydowski widząc beznadziejność sytuacji, obiecał Rzymianom wydanie miasta, większość jego obrońców jednak obwarowała się w świątyni. W tej sytuacji Pompejusz nakazał aresztować Arystobula, a jego żołnierze oblegli wzgórze świątynne, przy czym przezornie, w czasie szabatu, nie atakowali bezpośrednio obrońców, a jedynie prowadzili prace oblężnicze - czemu Żydzi nie przeciwdziałali, bo Prawo Mojżeszowe zakazywało im walki w szabat, innej niż bezpośrednia obrona przed atakiem. W końcu przy użyciu machin oblężniczych Rzymianie rozpoczęli szturm na świątynię, ostrzeliwując ją pociskami z balist. Po trwającym trzy miesiące oblężeniu, Rzymianie wdarli się w końcu poza mury miejskie dokonując rzezi obrońców. Wielu Żydów padło z rąk nie tylko Rzymian, ale i zwolenników Hirkana. Ogólnie w masakrze zginęło 20 000 Żydów. Spór pomiędzy Hirkanem a Arystobulem został zażegnany, władcą Judei Pompejusz mianował Hirkana. Arystobulos, jako jeniec, został wysłany do Rzymu, gdzie uczestniczył w triumfie Pompejusza.